# Basilica Ulpia
De Basilica Ulpia was de grote basilica op het Forum van Trajanus in het oude Rome.

## Geschiedenis
De basilica werd door keizer Trajanus gelijk met zijn nieuwe forum gebouwd, maar terwijl het forum uit de oorlogsbuit van de Dacische Oorlogen werd betaald, financierde Trajanus de Basilica Ulpia uit eigen middelen. De basilica werd op dezelfde dag als het forum in januari 112 ingewijd.
De Basilica Ulpia werd gebruikt voor rechtszittingen en het afkondigen van wetten. Ook vond in een deel van het gebouw het vrijlatingsritueel van slaven plaats en werd er handel gedreven.

## Het gebouw
Doordat de Basilica Ulpia werd afgebeeld op Romeinse munten is bekend hoe het gebouw er ongeveer uit heeft gezien. 

Het was een vijfschepig gebouw, met aan beide lange zijden een grote apsis. Het gebouw was 176 m. lang en 59 m. breed. Daarmee was dit destijds de grootste basilica van Rome.
De centrale ingang lag aan het grote plein en was gebouwd in de vorm van een triomfboog met drie doorgangen. Boven op de grote centrale doorgang stond een beeldengroep van de keizer in een vierspan, begeleid door twee soldaten of beelden van Victoria. Op de beide kleinere doorgangen aan weerszijden stond een tweespan geflankeerd door oorlogstrofeeën. De portiek aan de voorzijde had een plat dak waarop beelden van Dacische krijgers stonden.
Het middenschip was twee verdiepingen hoog en voorzien van een galerij die via trappenhuizen bereikt kon worden. Hier hing een groot marmeren fries, waarop gevleugelde overwinningsgodinnen stonden afgebeeld. De vloer was gedecoreerd met een mozaïek van paars- en groengeaderd en geel marmer. De zuilen van het middenschip waren op de begane grond gemaakt van grijs Egyptisch graniet, op de eerste verdieping van groengeaderd Karystisch marmer. De kleinere zuilen van de zijbeuken waren van Cipollino marmer gemaakt. Alle zuilen waren in de Korinthische orde.
Het middenschip was vermoedelijk van de vloer tot het plafond 25 meter hoog. Inclusief het dak wordt de totale hoogte van het gebouw geschat op bijna 30 meter. Het dak was voorzien van vergulde bronzen dakpannen.
De achterzijde van de basilica bestond uit een muur van tufstenen blokken, die het gebouw, dat verder alleen op zuilen steunde, de nodige stevigheid gaven. In deze muur waren vier doorgangen naar het plein achter de basilica waar de Griekse en Romeinse bibliotheek en de beroemde Zuil van Trajanus stonden. Grote ramen aan de bovenzijde zorgden voor voldoende licht in het gebouw.

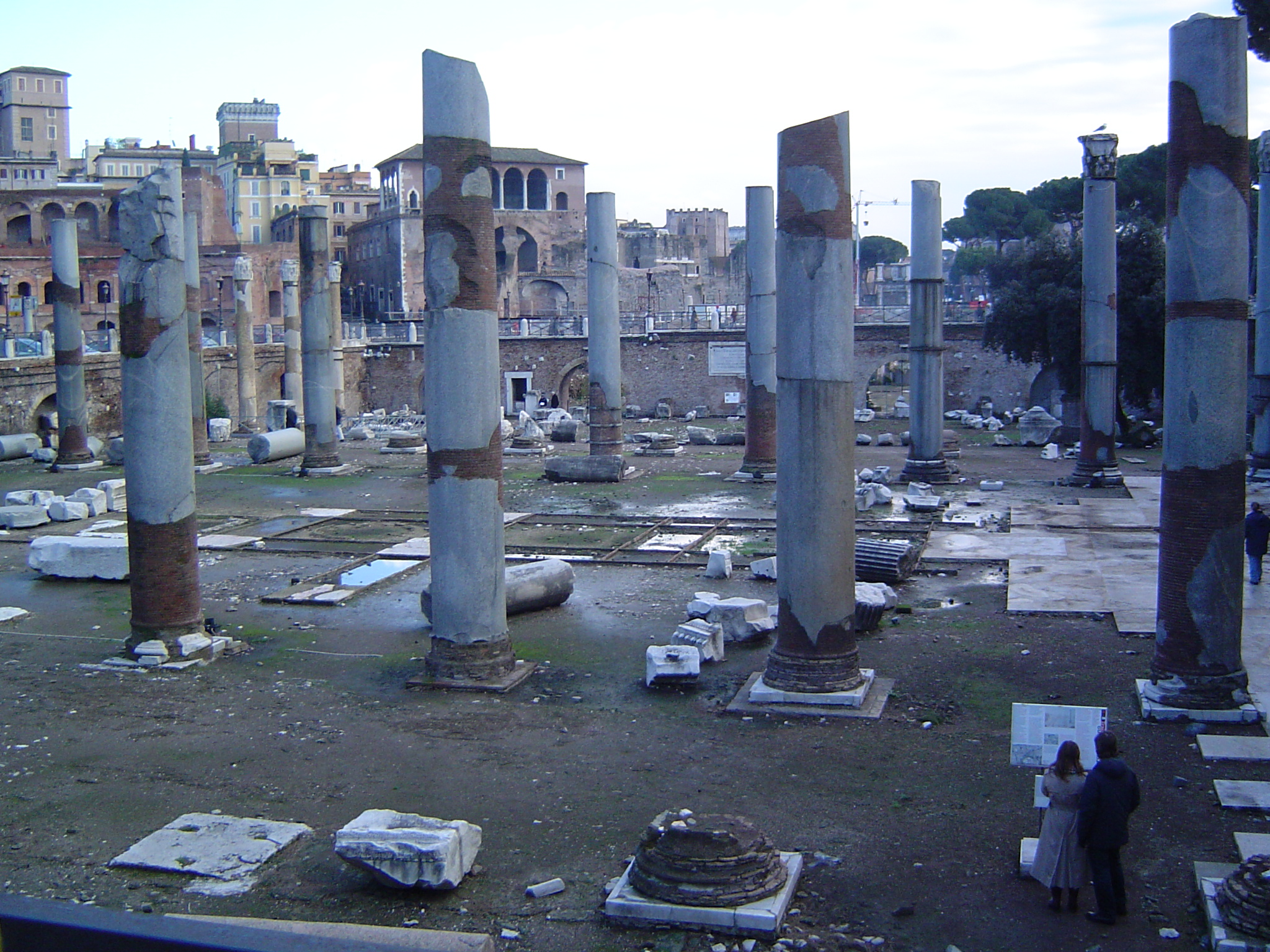
Zuilen van de Basilica Ulpia

## Restanten
In de middeleeuwen is de Basilica net als het forum vrijwel geheel afgebroken, zodat zijn kostbare bouwmaterialen elders konden worden hergebruikt. Een aantal zuilen van het middenschip zijn opgegraven en op hun oorspronkelijke plaats gereconstrueerd. Verspreid op het terrein liggen nog andere fragmenten van het gebouw. Twee standbeelden van Trajanus als generaal en magistraat zijn deels teruggevonden en worden tentoongesteld in het museum van de Markten van Trajanus.